# Kiruna község
Kiruna község (svédül: Kiruna kommun) Svédország 290 községének egyike. Az ország legészakibb és legnagyobb területű községe. A jelenlegi községet 1971-ben hozták létre Kiruna város és egy szomszédos község egyesítésével.

## Települései
A községben 7 település (tätort) található. A települések és népességük:
| Település    | Népesség                       | Megjegyzés         |
| ------------ | ------------------------------ | ------------------ |
| Kiruna       | 17 284 fő (2023. dec. 31.) +/- | a község székhelye |
| Jukkasjärvi  | 519                            |                    |
| Karesuando   | 313                            |                    |
| Kuttainen    | 364                            |                    |
| Svappavaara  | 394                            |                    |
| Vittangi     | 789                            |                    |
| Övre Soppero | 220                            |                    |

## Külső hivatkozások
- Hivatalos honlap (svéd)